# Tess Critchlow
Tess Critchlow (* 20. Juni 1995 in Prince George, British Columbia) ist eine kanadische Snowboarderin. Sie startet in der Disziplin Snowboardcross.

## Werdegang
Critchlow debütierte im Februar 2013 in Blue Mountain im Snowboard-Weltcup und belegte dabei den 28. Platz. Bei den Snowboard-Weltmeisterschaften 2015 am Kreischberg kam sie auf den 14. Platz. Im Januar 2016 gelang ihr in Feldberg mit dem sechsten Platz ihre erste Top-Zehn-Platzierung im Weltcup. Es folgten zwei weitere Top-Zehn-Ergebnisse und errang damit den zehnten Platz im Snowboardcross-Weltcup. Im März 2016 wurde sie kanadische Meisterin im Snowboardcross. In der Saison 2016/17 kam sie auf den 13. Platz im Snowboardcross-Weltcup. Dabei war der sechste Platz in Bansko ihr bestes Saisonergebnis im Weltcup. Zudem wurde sie beim Weltcup in Veysonnaz zusammen mit Carle Brenneman Dritte im Teamwettbewerb. Bei den Snowboard-Weltmeisterschaften 2017 in Sierra Nevada errang sie den 24. Platz und bei den Olympischen Winterspielen 2018 in Pyeongchang den neunten Platz. In der Saison 2021/22 wurde sie mit vier Top-Zehn-Platzierungen Zehnte im Snowboardcross-Weltcup. Bei den Olympischen Winterspielen in Peking belegte sie den neunten Platz im Teamwettbewerb und den sechsten Rang im Einzel.
Beim Nor-Am Cup holte Critchlow bisher sieben Siege und gewann in der Saison 2012/13 die Snowboardcrosswertung.

## Teilnahmen an Weltmeisterschaften und Olympischen Winterspielen

### Olympische Winterspiele
- 2018 Pyeongchang: 9. Platz Snowboardcross
- 2022 Peking: 6. Platz Snowboardcross, 9. Platz Snowboardcross Team

### Snowboard-Weltmeisterschaften
- 2015 Kreischberg: 14. Platz Snowboardcross
- 2017 Sierra Nevada: 24. Platz Snowboardcross
- 2025 Engadin: 16. Platz Snowboardcross

## Snowboardcross-Weltcup-Gesamtplatzierungen
| Saison  | Platz | Punkte |
| ------- | ----- | ------ |
| 2012/13 | 42.   | 50     |
| 2013/14 | 33.   | 265    |
| 2014/15 | 21.   | 240    |
| 2015/16 | 10.   | 1880   |
| 2016/17 | 13.   | 1330   |
| 2017/18 | 16.   | 2136   |
| 2018/19 | 28.   | 220    |
| 2019/20 | 17.   | 730    |
| 2021/22 | 10.   | 195    |
| 2024/25 | 16.   | 198    |